# Sloanea granulosa
Sloanea granulosa är en tvåhjärtbladig växtart som beskrevs av Adolpho Ducke. Sloanea granulosa ingår i släktet Sloanea och familjen Elaeocarpaceae. Inga underarter finns listade i Catalogue of Life.